# Остров Угольной Копи
О́стров У́гольной Ко́пи — остров архипелага Земля Франца-Иосифа. Наивысшая точка острова — 393 метра. Административно относится к Приморскому району Архангельской области России.
Расположен в центральной части архипелага, в составе островов Зичи, между островами Циглера и Грили, от обоих он отделён узкими, около 600 метров проливами.
Остров Угольной Копи имеет круглую форму диаметром около 3,5 километра и представляет собой круто возвышающуюся скалу высотой 393 метра. Ледников на острове нет, северная часть покрыта снежниками.